# Lame (Bologna)
Lame (anche chiamate Le Lame, Äl Lâm in dialetto bolognese) è una zona del comune di Bologna, fino al 1985 costituente un quartiere autonomo; assieme alle zone di Corticella e Bolognina forma il quartiere Navile.
Si trova a nord-ovest rispetto al centro storico e si estende per circa 11 Km²; il quartiere è delimitato a ovest dal corso del fiume Reno, che lo separa da Calderara di Reno e Borgo Panigale, mentre ad est dal canale Navile che lo divide da Corticella e dalla Bolognina. Confina a nord con Trebbo, frazione del comune di Castel Maggiore, a sud coi quartieri Saffi e Santa Viola.

## Etimologia
L'etimologia più accreditata è la stessa dell'omonima strada nel centro di Bologna, e deriva dal termine "lama", che descrive un terreno acquitrinoso o paludoso. Il toponimo è piuttosto diffuso nell'area bolognese, come ad esempio nelle località di Lama di Reno e Lama di Setta.

## Storia
Questa zona ha delle origini molto antiche, come testimoniano i resti di un pavimento appartenente a una villa romana, trovato alle Lame ed ora conservato nel Museo civico archeologico. La sua popolazione già nel '500 d.C. era abbastanza stabile, come è evidenziato dai resti di alcune abitazioni tipiche degli antichi borghi.
Sempre nel passato, questo territorio era paludoso e acquitrinoso, come testimoniano gli attuali nomi delle vie e dei rioni del quartiere: Beverara, la zona degli abbeveratoi; la Noce, un luogo in cui le strade si incrociavano formando come il gheriglio di una noce e infine Pescarola, che indica un luogo dove la pesca era abbondante, e in effetti il fiume Reno in passato era molto pescoso e nelle sue acque limpide le donne lavavano i panni. Le cave che ancora oggi si notano lungo il suo corso rappresentavano una delle principali fonti di lavoro per la popolazione del quartiere.
Un altro corso d'acqua che attraversa la zona è il canale artificiale Navile, che dà il nome all'attuale comprensorio territoriale (quartiere Navile). Verso l'anno 1208 d.C. Il Comune di Bologna stipulò un accordo con i mugnai per effettuare il trasporto merci e per la navigazione. Fu aperta una presa nel canale dei mugnai e fu costruito e completato in una decina di anni il canale detto Navile, antica via di comunicazione idrica tra Bologna, Ferrara ed il mare Adriatico. Fino ai primi dell'800 quasi tutto quello che entrava e usciva dalla città poteva essere trasportato sulle acque del canale Navile. Per superare i numerosi dislivelli del canale furono costruiti diversi sostegni, degli sbarramenti in muratura dotati di chiuse di metallo simili a delle "lame" (da cui appunto prende il nome) per il transito delle barche in salita e in discesa. Il più importante era quello del Battiferro, il cui dislivello era tale (5 m.) da permettere il funzionamento di alcune macchine idrauliche, numerosi magli per la lavorazione dei metalli (da cui l'origine del nome "battiferro") e di una grande fabbrica di panni di lana, poi trasformata in una pileria di riso. La centrale elettrica del Battiferro servì durante gli ultimi mesi della seconda guerra mondiale a fornire di luce le case dei bolognesi. Nel 1948 cessa la navigazione sul Navile. A questa data erano ancora in attività, sul tratto agibile Battiferro-Malalbergo, 24 barche.
La zona più antica delle Lame è quella denominata Bertalia, della quale si hanno notizie documentate fin dal 1500 d.C. La sua chiesa risale alla fine del 1600 e nel suo interno colpiscono i due confessionali, l'altare maggiore costruito nel 1711, l'organo e la cantoria del 1691. Il campanile fu costruito nel 1728. parzialmente crollato nel 1822, fu ricostruito con guglia nel 1827. Accanto alla chiesa parrocchiale di Bertalia sorge, circondata da un parco ricco di alberi imponenti, la settecentesca Villa Salina Malpighi, dimora prima dei Marchesi Davia e poi dei Conti Salina.
Adiacente alla zona di Bertalia si trova la zona denominata Pescarola in cui sorge il Centro Sportivo di Pescarola, una delle prime strutture polisportive della città e che fu sede della lavanderia dell'ospedale Sant'Orsola dai primi anni del secolo fino all'ultima guerra.
Pescarola era, fino all'ultima guerra, la zona dei birocciai che trasportavano soprattutto i mattoni delle fornaci e la ghiaia delle cave. Erano infatti presenti nel territorio diverse fornaci di cui la più famosa è la fornace Galotti, teatro di grandi battaglie sindacali negli anni del dopoguerra, ora trasformata in Museo del patrimonio industriale.
Lo zuccherificio, che sorgeva su un'area di 15 ettari, fu costruito alla fine del IX secolo ed effettuò la prima campagna nel 1899. Ha lavorato ininterrottamente, salvo una sospensione nel periodo bellico in cui fu gravemente danneggiato da bombardamenti aerei, fino al 1970. La ciminiera dello zuccherificio è la più alta ciminiera in cotto della regione.
Il vasto territorio delle Lame è delimitato a Nord dalla pianura di Castel Maggiore, a Sud verso il centro storico dall'intrico dei binari della stazione ferroviaria, ad Est dalla ferrovia e dal canale Navile, ad ovest da altre ferrovie e dal fiume Reno.
Per questo suo isolamento è stata la parte di Bologna in cui furono confinati gli indesiderati di Bologna dal regime fascista, in alcuni insediamenti abitativi appositamente creati per ospitarli: le cosiddette “case rosse”, palazzine ad un piano senza fondamenta; i “topi grigi”, edifici ad un piano anch’essi senza fondamenta; gli “Umili”, sette edifici a tre piani costruiti dall’Opera Pia Cassarini Pallotti sull’attuale via Marco Polo.
La maggior parte delle famiglie che vi furono ospitate è rimasta negli alloggi fino alla loro demolizione avvenuta alla fine degli anni 80, e si è trasferita nelle nuove case popolari costruite nella stessa zona.
Alla metà degli anni settanta fu costruita la Via Gagarin, che aprì le Lame verso la Bolognina;
Tra la fine degli anni 70, e inizio degli anni 80, fu costruito il Peep di Pescarola tra le vie Agucchi e Zanardi e venne inoltre completato un altro insediamento Peep tra le vie Zanardi, De Gama e Marco Polo. 
Ad oggi in Pescarola, nella zona compresa tra le vie Roveretolo - Benazza si sono stabiliti a più riprese diversi insediamenti di nomadi, i quali, acquistando terreni, si sono trasformati in stanziali.
Nella zona, in via delle Lame n. 228 (che oggi corrisponderebbe a via Zanardi n. 30) visse nel XVIII secolo il celebre cantante lirico Farinelli

## Monumenti e luoghi d'interesse
Battiferro
Sostegno idraulico del XVI secolo posto sul canale Navile.
Centro Civico Comunale Lame
Il Centro Civico Comunale Lame "Lino Borgatti" è dedicato al suo fondatore e primo presidente di quartiere, ed è il primo complesso del genere sorto a Bologna nel 1972. Riunisce tutti gli uffici e i servizi amministrativi decentrati dal Comune di Bologna, con anche servizi socio-sanitari e socio-culturali. Al suo interno gli spazi previsti per riunioni e iniziative pubbliche occupano una parte preminente: vi è una sala di ascolto musica, una sala attrezzata per proiezioni cinematografiche, oltre al salone centrale ad uso polivalente. a pochi passi vi è pure una grande villa ristrutturata ove trova posto un'ampia biblioteca comunale denominata Biblioteca comunale Lame "Cesare Malservisi", dal nome del primo bibliotecario che la gestì - a Pescarola - nel secolo scorso. All'ultimo piano della suddetta detta villa vi è pure - dall'inizio di questo secolo - l'Archivio Storico Musicale del Canzoniere delle Lame, gestito dalla Istituzione Biblioteche del Comune di Bologna.
Fornace Galotti
Forno Hoffmann per la produzione di laterizi, costruito nella seconda metà dell'Ottocento dall'imprenditore Celeste Galotti. Dal 1992 ospita il Museo del patrimonio industriale.

## Società
abitanti censiti

## Geografia antropica
La zona è suddivisa in sei aree statistiche denominate Laghetti del Rosario, La Noce, Tiro a segno, Pescarola, Lazzaretto e Beverara.

### Laghetti del Rosario
L'area prende il nome dagli omonimi piccoli specchi d'acqua (circa sette). I due laghetti principali, dal vivo colore celeste, hanno dimensioni assai ridotte: quello più occidentale è lungo 170 metri e largo 160, mentre quello più orientale è lungo 160 metri e largo 220. Nella parte più occidentale dell'area, sulle sponte del fiume Reno, ricade parte del sito di interesse comunitario della Rete Natura 2000 denominato Golena San Vitale e Golena del Lippo. Al 31 dicembre 2024 l'area statistica comprendeva 468 abitanti.

### Pescarola
L'area è citata come silva Piscariola in un diploma dell'imperatore Berengario I redatto tra il X e XI secolo. Nel 1500 Giovanni II Bentivoglio costruì il mulino della Pescarola, alimentato dal 1523 dalla Canaletta Ghisiliera (detta anche canaletta Pescarola) le cui acque derivano dal Canale di Reno.

### Beverara
Un piccolo nucleo abitato era già sorto all'inizio del Novecento presso la chiesa di Chiesa di San Bartolomeo della Beverara; Nel 1930 vennero costruiti nelle immediate circostanze sette caseggiati da parte dell'ente di beneficenza "Cassarini-Pallotti". Il complesso, detto "degli umili", era sorto come soluzione transitoria per gli immigrati dalla campagna, oltre ad ospitare famiglie bolognesi indigenti; in particolare vi furono trasferiti gli sfrattati dal centro storico in seguito agli sventramenti del Borgo San Giacomo, allora oggetto d'intervento per l'ampliamento dell'Università. Il nucleo edilizio, dal chiaro carattere coercitivo, si poneva in una zona allora all'estrema periferia cittadina, isolando il complesso e rendendolo estraneo al contesto. Infatti fu progettato orientandosi su di un nuovo asse stradale (l'odierna via Marco Polo) che non seguiva l'organizzazione fondiaria preesistente.
All'inizio degli anni Ottanta del XX secolo fu predisposto un piano di recupero dell'area: i vecchi edifici del complesso Cassarini-Pallotti vennero demoliti e al loro posto fu edificato un nuovo nucleo di case popolari, contraddistinto da un'alta ricerca qualitativa per le nuove residenze.